# تاپ‌سنت‌میکلوش
تاپ‌سنت‌میکلوش (به مجاری:  Tápszentmiklós) یک سکونتگاه مسکونی در مجارستان است که در دیور-موشون-شوپرون واقع شده‌است.